# چیتاگونگ (فیلم)
چیتاگونگ (به هندی: Chittagong) فیلمی محصول سال ۲۰۱۲ و به کارگردانی بادباراتا پین است. در این فیلم بازیگرانی همچون مانوج باجپایی، وگا تاموتیا، جایدیپ اهلاوات، الکس اونیل، نوازالدین صدیقی، راجکومار رائو و ویجی وارما ایفای نقش کرده‌اند.